# Sommerliche Träume
Umibe é Iku Michi (japanisch 海辺へ行く道; Sommerliche Träume, englisch Seaside Serendipity) ist ein japanischer Spielfilm, der unter der Regie von Satoko Yokohama gedreht wurde. Der Film nahm in der Sektion Generation Plus an der 75. Berlinale 2025 teil, feierte dort Weltpremiere und erhielt von der Internationalen Jury eine lobende Erwähnung.

## Handlung
Der 14-jährige Kanosuke ist Mitglied eines Kunstclubs in einer kleinen Stadt am Meer, die Kunstschaffende dazu motiviert, sich an der Küste niederzulassen. Diese versuchen, die Bevölkerung in ihre Aktivitäten zu integrieren. Währenddessen führt Kanosuke mit seinen Freunden ein unbeschwertes Leben, das in dem Film in Form von verschiedenen, aneinandergereihten Szenen eines unvergesslichen Sommers gezeigt wird. Die Jugendlichen sind damit beschäftigt, Bühnenbilder für den Theaterclub zu malen und helfen, Interviews für ihre Schülerzeitung zu machen.

## Produktion
In der Hauptrolle ist der erst vierzehnjährige Kōnosuke Harada zu sehen, der zum ersten Mal in einem Spielfilm mitwirkte. Er konnte sich bei einem Casting durchsetzen, an dem sich 800 Personen beteiligten. Die erfahrene Regisseurin Satako Yokohama fühlte sich durch die Mangas von Gin Miyoshi inspiriert und schrieb auch das Drehbuch zu ihrem Film, der auf drei in der Zeitschrift Comic Beam vom KADOKAWA Verlag veröffentlichten Bänden beruht.
Geplant ist, dass Umibe é Iku Michi im Sommer 2025 in die japanischen Kinos kommt.

## Rezeption
Auf filmportal.de wurde der Film folgendermaßen zusammengefasst: „Den ins Magische verschobenen Alltag einer namenlosen japanischen Insel portraitiert der sommerlich-farbenfrohe Episodenfilm "Umibe é Iku Michi" ("Seaside Serendipity") von Satoko Yokohama, und kommt dabei immer wieder auf das Verhältnis von Kunst und Leben zu sprechen.“ Die online Plattform kindersache.de urteilte: Der Film „hat besonders starke Farben und Bilder. Wir konnten uns beim Zuschauen an diesen besonderen Ort begeben. So als würden wir den Sommer in dieser japanischen Küstenstadt miterleben.“ Wegen seiner Länge und der Aufmerksamkeit, die man beim Zuschauen benötige, sei der Film eher für Jugendliche geeignet.

## Auszeichnungen
- Teilnahme an der 75. Berlinale mit lobender Erwähnung der Internationalen Jury
- Teilnahme am japanischen Kunstfestival Setouchi Triennale 2025[8]